# Elaver cubana
Elaver cubana är en spindelart som först beskrevs av Roewer 1951.  Elaver cubana ingår i släktet Elaver och familjen säckspindlar.
Artens utbredningsområde är Kuba. Inga underarter finns listade i Catalogue of Life.